# Oswald Boelcke
Oswald Boelcke (19. května 1891 Giebichenstein (dnes Halle, Sasko-Anhaltsko) – 28. října 1916 u Bapaume (Pas-de-Calais), Francie) byl německý stíhací pilot v první světové válce, jeden z nejlepších taktiků vzdušného boje. Je považován za zakladatele moderního německého stíhacího letectva, zejména díky tomu, že sepsal Dicta Boelcke, základní pravidla pro vedení leteckého boje. Těmito doporučeními se v bojích řídilo a dodnes řídí mnoho stíhacích pilotů. Manfred von Richthofen, který se od Boelckeho mnohému naučil, o něm v srpnu 1917 prohlásil: „Já jsem jen bojový pilot, ale Boelcke byl skutečný hrdina.“

## Život
Boelcke se narodil v rodině učitele, který se vrátil do Německa z Argentiny. Původně se jmenoval Bölcke, ale spolu se starším bratrem Vilémem si jméno změnil na stejně vyslovované Boelcke. Po maturitě vstoupil v roce 1911 do Telegraphen-Bataillon 3 v Koblenzi jako Fahnenjunker (důstojnický kadet).
V květnu 1914 byl převelen k letectvu a v letecké škole v Halberstadtu získal pilotní osvědčení. Po absolvování třetí letecké zkoušky byl 15. srpna poslán na frontu k Fliegerabteilung 13. Zde létal se svým o pět let starším bratrem Vilémem jako pozorovatel. Po různých rozepřích s přáteli se bratři rozdělili.
Oswald v dubnu 1915 přešel k nově ustavenému Feldfliegerabteilung 62, v Döberitz, který byl krátce nato umístěn u Douai ve Francii. Zde se setkal s Maxem Immelmannem, pozdějším leteckým esem.
Ačkoliv někdy bývá uváděno jako jeho první vítězství potvrzený sestřel z 4. července 1915, tento údaj není správný – nepřátelské letadlo sestřelil jeho pozorovatel. První vítězství přišlo až 19. srpna. V tomto měsíci dostali Boelcke a Immelmann dva z pěti nových prototypů Fokkeru E.I. Letouny byly jako první vybaveny synchronizovaným kulometem  Parabellum. Do konce roku Boelcke zaznamenal čtyři úspěchy, v lednu další čtyři. 12. ledna byli Boelcke s Immelmannem jako vůbec první piloti vyznamenáni řádem Pour le Mérite, nejvyšším německým vojenským vyznamenáním.
V březnu 1916 se Boelcke stal velitelem skupiny šesti letek u nově vzniklé Fliegerstaffel Sivery a vedl své piloty v bojích u Verdunu. Boelcke se přátelil i s korunním princem Vilémem (Vilém psal každoročně v den Boelckeho smrti jeho rodičům až do druhé světové války dopis), jehož štáb sídlil v blízkém Stenay.
Po smrti Immelmanna 18. června 1916 se Boelcke stal německým letcem s nejvyšším počtem sestřelů. Byl poslán na inspekční cestu po Balkánu. Z cesty byl však zakrátko odvolán a podílel se na jím navržené reorganizaci německého letectva. S povýšením do hodnosti Hauptmann byl na základě rozkazu majora Hermanna von der Lieth-Thomsen pověřen funkcí velitele k 10. srpnu 1916 vzniklé jednotky Jasta 2.
Navštívil svého bratra v ukrajinském Kovelu u Kampfgeschwader 2. Zde také vybral poručíka Manfreda von Richthofen a Erwina Böhmeho i s Hansem Reimannem pro výcvik a létání u své jednotky. V srpnu začal Boelcke s praktickým a teoretickým výcvikem. Soustředil se zejména na lety v sevřených formacích. Úspěchy jeho výcviku se brzy dostavily. V období od začátku srpna do konce října 1916 sestřelil Boelcke 20 nepřátelských letounů a s celkovým počtem 40 uznaných vítězství byl na špičce mezi tehdejšími stíhači.
28. října 1916, během urputného souboje s nepřáteli, se Boelckeho letoun srazil se strojem jeho přítele Böhmeho. Boelckeho letoun se stal neovladatelným. Následoval pád k zemi a Boelckeho smrt. Oswald Boelcke byl pohřben se státními poctami v německém městě Dessau (Desava). Při jeho pohřbu shodili britští piloti věnec s dopisem, kde vyjádřili hlubokou soustrast nad smrtí svého protivníka.

## Vyznamenání
- Železný kříž, I. třída (10. 12. 1914)
- Železný kříž, II. třída (27. 01. 1915)
- Bavorský vojenský záslužný řád, IV. třída (13. 11. 1915)
- Pour le Mérite (12. 01. 1916)
- Kříž Fridrichův (31. 01. 1915)
- Královský hohenzollernský domácí řád, rytířský kříž s meči (3. 11. 1915)
- Domácí řád Albrechta Medvěda, II. třída s meči ve stříbře – rytířský kříž
- Domácí řád Albrechta Medvěda, I. třída s meči ve zlatě – rytířský kříž
- Rettungsmedaille am Band (30. 11. 1915) (Prusko)
- Pohár slávy za vítězství ve vzdušném boji[2] (24. 12. 1915)
- Železný půlměsíc (23. 07. 1916) (Osmanská říše)
- Vévodský Sasko-Ernestinský domácí řád[3], I. třída – rytířský kříž s meči (31. 07. 1916)
- Řád Za vojenské zásluhy[4], IV. třída (9. 08. 1916) (Bulharsko)
- Řád železné koruny, III. třída s válečnou dekorací (29. 10. 1916) (Rakousko-Uhersko)

údaje použity z: německé Wikipedie-Oswald Boelcke/Militärische Auszeichnungen